# Bundesstraße 501
Die Bundesstraße 501 (Abkürzung: B 501) ist eine deutsche Bundesstraße in Schleswig-Holstein, die ausschließlich durch den Kreis Ostholstein verläuft.

## Geschichte
Die Bundesstraße 501 wurde Anfang der 1970er Jahre eingerichtet. Sie endet heute an der Bundesautobahn 1, ging jedoch bis zur Umwidmung der Bundesstraße 207 in eine Landesstraße noch einen halben Kilometer weiter.

## Verkehrsaufkommen
An der Zählstelle östlich von Neustadt in Holstein waren 2021 insgesamt 9375 Fahrzeuge unterwegs, davon etwa 3,4 Prozent (314 Fahrzeuge) Schwerlastverkehr.

## Verlauf
Die Bundesstraße 501 beginnt an der Bundesautobahn 1 an der Anschlussstelle Heiligenhafen-Mitte. Von dort aus führt sie südlich zunächst durch Neukirchen und Heringsdorf, bevor sie Grube und dessen Flugplatz erreicht. Südlich von Grube führt sie nun in südwestlicher Richtung nach Grömitz. Hinter Grömitz verläuft die Bundesstraße in westlicher Richtung an Schashagen vorbei, Neustadt in Holstein kann über eine autobahnähnlich ausgebaute Anschlussstelle und die Landesstraße 309 erreicht werden. Einen Kilometer weiter endet sie an der Bundesautobahn 1 an der Anschlussstelle Neustadt-Pelzerhaken.